# Storbritannien i olympiska sommarspelen 1976
Storbritannien deltog i de olympiska sommarspelen 1976 med en trupp bestående av 242 deltagare, 176 män och 66 kvinnor, vilka deltog i 148 tävlingar i 17 sporter. Landet slutade på trettonde plats i medaljligan, med tre guldmedaljer och 13 medaljer totalt.

## Medaljer
| Medalj | Namn | Sport          | Gren                       |
| ------ | --- | -------------- | -------------------------- |
| 1      | Jim Fox Danny Nightingale Adrian Parker                                                                                                 | Modern femkamp | Herrarnas lagtävling       |
| 1      | Reginald White John Osborn | Segling        | Tornado                    |
| 1      | David Wilkie | Simning        | Herrarnas 200 m bröstsim   |
| 2      | Keith Remfry | Judo           | Herrarnas öppna klass      |
| 2      | Chris Baillieu Mike Hart | Rodd           | Herrarnas dubbelsculler    |
| 2      | Richard Lester John Yallop Timothy Crooks Hugh Matheson David Maxwell James Clark Frederick Smallbone Leonard Robertson Patrick Sweeney | Rodd           | Herrarnas åtta             |
| 2      | Rodney Pattisson Julian Brooke Houghton                                                                                                 | Segling        | Flygande holländare        |
| 2      | David Wilkie | Simning        | Herrarnas 100 m bröstsim   |
| 3      | Patrick Cowdell | Boxning        | Bantamvikt                 |
| 3      | Ian Hallam Ian Banbury Michael Bennett Robin Croker                                                                                     | Cykling        | Herrarnas lagförföljelse   |
| 3      | Brendan Foster | Friidrott      | Herrarnas 10 000 meter     |
| 3      | David Starbrook | Judo           | Herrarnas halv tungvikt    |
| 3      | Alan McClatchey Brian Brinkley Gordon Downie David Dunne                                                                                | Simning        | Herrarnas 4 x 200 m frisim |

## Bågskytte
Damernas individuella tävling
- Patricia Conway – 2257 poäng (→ 21:a plats)
- Rachael Fenwick – 2199 poäng (→ 23:e plats)

Herrarnas individuella tävling
- David Pink – 2347 poäng (→ 21:a plats)
- Stewart Littlefair – 2238 poäng (→ 30:e plats)

## Cykling
Herrarnas linjelopp
- Joseph Waugh — 4:49:01 (→ 35:e plats)
- Dudley Hayton — 4:54:26 (→ 43:e plats)
- Philip Griffiths — fullföljde inte (→ ingen placering)
- William Nickson — fullföljde inte (→ ingen placering)

Herrarnas lagtempo
- Paul Carbutt
- Phil Griffiths
- Dudley Hayton
- William Nickson

Herrarnas sprint
- Trevor Gadd — 12:e plats

Herrarnas tempolopp
- Paul Medhurst — 1:10,167 (→ 19:e plats)

Herrarnas förföljelse
- Ian Hallam — 20:e plats

Herrarnas lagförföljelse
- Ian Banbury
- Michael Bennett
- Robin Croker
- Ian Hallam

## Friidrott
Herrarnas 200 meter
- Ainsley Bennett
  - Heat— 21,26
  - Kvartsfinal — 21,07
  - Semifinal — 21,52 (→ gick inte vidare)

Herrarnas 400 meter
- David Jenkins
  - Heat— 46,60
  - Kvartsfinal — 46,18
  - Semifinal — 45,20,
  - Final — 45,57 (→ 7:e plats)

- Glen Cohen
  - Heat— 47,77
  - Kvartsfinal — 47,67 (gick inte vidare)

Herrarnas 800 meter
- Steve Ovett
  - Heat — 1:48,27
  - Semifinal — 1:46,14
  - Final — 1:45,44 (→ 5:e plats)

- Frank Clement
  - Heat — 1:47,51
  - Semifinal — 1:48,28 (→ gick inte vidare)

Herrarnas 1 500 meter
- Frank Clement
  - Heat — 3:37:53
  - Semifinal — 3,38,92
  - Final — 3,39,65 (→ 5:e plats)

- Dave Moorcroft
  - Heat — 3,40,69
  - Semifinal — 3,39,88
  - Final — 3,40,94 (→ 7:e plats)

- Steve Ovett
  - Heat — 3,37,89
  - Semifinal — 3,40,34 (→ gick inte vidare)

Herrarnas 10 000 meter
- Brendan Foster
  - Heat — 28:22,19
  - Final — 27:54,92 (→  Brons)

- Tony Simmons
  - Heat — 28:01,82
  - Final — 27:56,26 (→ 4:e plats)

- Bernie Ford
  - Heat — 28:17,26
  - Final — 28:17,78 (→ 8:e plats)

Herrarnas 4 x 400 meter stafett
- Ainsley Bennett, Glen Cohen, David Jenkins och Alan Pascoe
  - Heat — did not finish (→ gick inte vidare)

Herrarnas 400 meter häck
- Alan Pascoe
  - Heats — 51,66s
  - Semifinal — 49,95s
  - Final — 51,29s (→ 8:e plats)

Herrarnas längdhopp
- Roy Mitchell
  - Heat — 7,69m (→ gick inte vidare)

Herrarnas maraton
- Jeffrey Norman — 2:20:04 (→ 26:e plats)
- Keith Angus — 2:22:18 (→ 31:a plats)
- Barry Watson — 2:28:32 (→ 45:e plats)

Herrarnas 20 km gång
- Brian Adams — 1:30:46 (→ 11:e plats)
- Olly Flynn — 1:31:42 (→ 14:e plats)
- Paul Nihill — 1:36:40 (→ 30:e plats)

Herrarnas släggkastning
- Chris Black
  - Kval — 70,76 m
  - Final — 73,18 m (→ 7:e plats)

- Paul Dickenson
  - Kval — 68,52 m (→ gick inte vidare, 14:e plats)

Damernas längdhopp
- Sue Reeve
  - Kval — 6,26m
  - Final — 6,27m (→ 9:e plats)

## Fäktning
Herrarnas florett
- Graham Paul
- Rob Bruniges
- Barry Paul

Herrarnas lagtävling i florett
- Geoffrey Grimmett, Barry Paul, Rob Bruniges, Graham Paul, Nick Bell

Herrarnas värja
- Ralph Johnson
- Teddy Bourne
- Tim Belson

Herrarnas lagtävling i värja
- Teddy Bourne, Bill Hoskyns, Ralph Johnson, Tim Belson, Martin Beevers

Herrarnas sabel
- Richard Cohen
- John Deanfield
- Peter Mather

Herrarnas lagtävling i sabel
- Bill Hoskyns, Peter Mather, John Deanfield, Richard Cohen

Damernas florett
- Susan Wrigglesworth
- Clare Henley-Halsted
- Wendy Ager-Grant

Damernas lagtävling i florett
- Wendy Ager-Grant, Susan Wrigglesworth, Hilary Cawthorne, Clare Henley-Halsted, Sue Green

## Modern femkamp
Individuellt
- Adrian Parker
- Danny Nightingale
- Jim Fox

Lagtävling
- Adrian Parker
- Danny Nightingale
- Jim Fox

## Rodd
Herrar
Dubbelsculler
- Michael Hart, Chris Baillieu
  - (→ Silver)

Tvåa utan styrman
- David Sturge, Henry Clay
  - (→ 12:e plats)

Tvåa med styrman
- N Christie, J Macleod, D Webb
  - (→ 7:e plats)

Scullerfyra
- T J A Bishop, M Hayter, Andrew Justice, Allan Whitwell
  - (→ 9:e plats)

Fyra utan styrman
- Richard Ayling, Bill Mason, Neil Keron, David Townsend
  - (→ 12:e plats)

Åtta med styrman
- Jim Clark, Tim Crooks, Richard Lester, Hugh Matheson, David Maxwell, Leonard Robertson, John Yallop, Patrick Sweeney och Frederick Smallbone
  - (→ Silver)

Damer
Tvåa utan styrman
- L D Clark, B Mitchell
  - (→ 10:e plats)

Fyra med styrman
- G Webb, P Bird-Hart, C Grove, D Bishop, P D Wright
  - (→ 8:e plats)